# Louis Pergaud

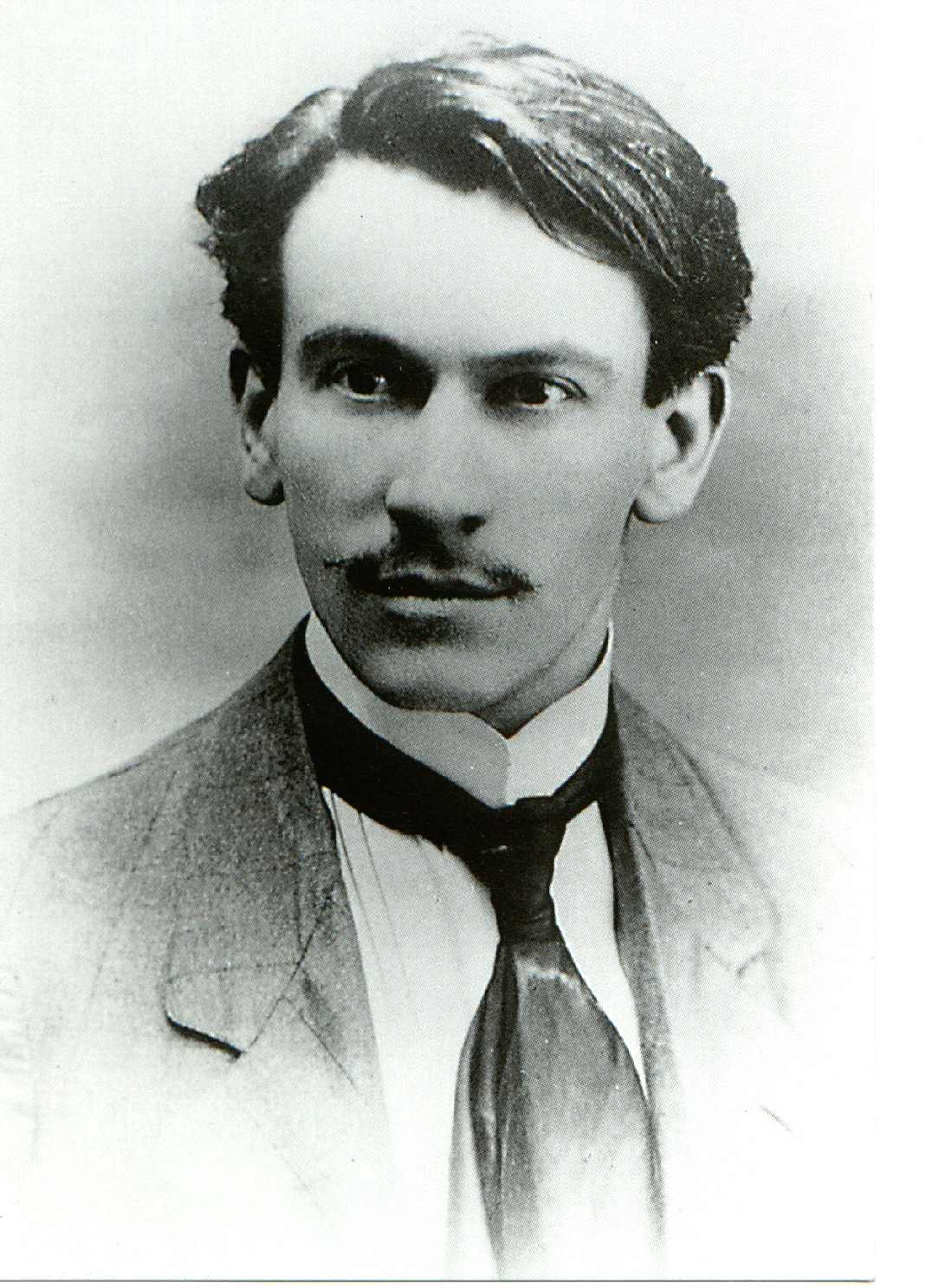
Louis Pergaud

Louis Émile Pergaud (* 22. Januar 1882 in Belmont, Département Doubs; † 8. April 1915 bei Marchéville-en-Woëvre, Département Meuse) war ein französischer Schriftsteller.

## Leben und Schaffen
Louis Pergaud wuchs auf in seinem Geburtsort Belmont nahe Besançon als zweites Kind eines Dorfschulmeisters und einer Bauerntochter. Ein erster Bruder, Pierre (9. August 1880 – 5. Oktober 1880), war noch als Säugling gestorben, ein jüngerer, Lucien (1883–1973), überlebte ihn um fast 60 Jahre. Mit 16 (1898) bestand Pergaud mit Glanz die Aufnahmeprüfung für das Lehrerseminar in Besançon, das er, ebenfalls sehr gut benotet, 1901 verließ. Anschließend wurde er, mit knapp 19, Dorfschullehrer in Durnes (Département Doubs). Ein Jahr später wurde er zum Militär in Belfort eingezogen, und zwar, da ihm die Ausbildung am Seminar den Abiturientenstatus verschafft hatte, zum verkürzten einjährigen Dienst. Danach (1903) war er wieder Lehrer in Durnes und heiratete mit gerade 21 (seine Eltern hatte er mit 18 kurz nacheinander verloren), Marthe Caffot, eine Kollegin aus dem Nachbardorf La Barèche.
Inzwischen hatte er zu schreiben begonnen, und zwar, wie bei jungen Autoren damals üblich, zunächst Gedichte. 1904 ließ er sie gesammelt unter dem Titel L’Aube (Die Morgenröte) erscheinen, unterstützt von dem wenig älteren Belforter Freund und Lyrikerkollegen Léon Deubel.
Als 1905 in Frankreich Kirche und Staat getrennt und das Primarschulwesen neu geordnet, d. h. in der Regel laisiert wurde, wurde Pergaud versetzt in ein anderes Dorf des Départements, Landresse. Hier brachte ihn seine Weigerung, im Sinne der katholischen Kirche zu unterrichten und auch privat Frömmigkeit zu demonstrieren, in Konflikt mit den Honoratioren des Dorfes.
Nachdem er sich offenbar rasch mit seiner Frau auseinandergelebt, aber durch ein nächstes Lyrikbändchen, L’Herbe d’avril (Aprilgrün, 1906), sein Bild von sich selbst als Autor bestätigt hatte, kündigte er 1907 den Schuldienst und ging nach Paris, gefolgt von seiner neuen Partnerin Delphine Duboz (die er nach der 1908 ausgesprochenen Scheidung 1910 auch heiratete).
In Paris arbeitete er zunächst als Schreibkraft und dann wieder als Lehrer. Vor allem aber schriftstellerte er, und zwar, da seine Lyrikbändchen kein nennenswertes Echo gefunden hatten, fast ausschließlich als Erzähler in einem dem Naturalismus verpflichteten Stil.
Den Durchbruch erzielte er 1910 mit den acht meist tragisch endenden Tiererzählungen des Bandes De Goupil à Margot (= Vom [Fuchs] Goupil zur [Elster] Margot). Ihr eigenwilliger makabrer Realismus brachte ihm den renommierten Prix Goncourt ein. 1911 ließ er in ähnlicher Manier La Revanche du corbeau (Die Rache des Raben) folgen, 1913 Le Roman de Miraut, chien de chasse (Der Roman vom Jagdhund Miraut).

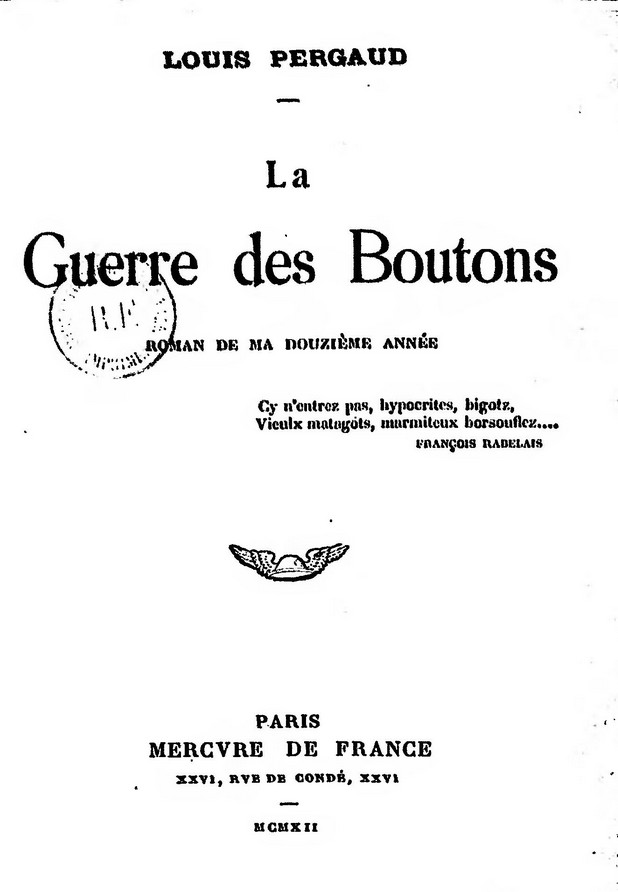
Titelseite der französischen Ausgabe von 1912.

Dazwischen, 1912, kam sein heute noch bekanntes Werk heraus: La Guerre des boutons, roman de ma douzième année (Der Krieg der Knöpfe. Ein Roman aus meinem 12. Lebensjahr). Der in Pergauds Heimatprovinz spielende Roman schildert mit viel vordergründigem Witz und hintergründigem Ernst den grotesk-makabren „Krieg“ der Jungen zweier benachbarter Dörfer, die den jeweils Besiegten zu deren Demütigung und zur eigenen Bereicherung die Knöpfe abschneiden (weshalb der Titel eigentlich mit Der Krieg um die Knöpfe übersetzt werden müsste). La Guerre des boutons thematisiert nicht nur allgemein die menschliche Neigung zu Krieg und Gewalt, sondern speziell auch die Spannungen zwischen dem klerikalen und dem laizistischen Lager im Frankreich der Zeit.
Der Roman erlebte mehr als 30 Auflagen bis in die jüngste Zeit hinein. Er wurde mehrfach verfilmt, und zwar 1936 und 1962, sowie 1994 in einer englischsprachigen Version. Die Version Der Krieg der Knöpfe (1962) des Regisseurs Yves Robert erlangte sogar Kultfilmstatus. 2011, knapp hundert Jahre nach Erscheinen des Romans, kamen in Frankreich nochmals, praktisch gleichzeitig, sogar zwei Filme heraus, gedreht von Yann Samuell bzw. Christophe Barratier. Der Letztere geht ziemlich frei mit der Vorlage um und nennt seine Version denn auch La nouvelle guerre des boutons (Der neue Krieg der Knöpfe).
Pergaud wurde bei Beginn des Ersten Weltkriegs im August 1914 eingezogen. Nach einem Gefecht bei Marchville (Meuse) in der Nacht vom 7. auf den 8. April 1915 galt er als vermisst und wurde 1921 offiziell für tot erklärt.
Postum erschienen einige weitere Erzählungen um Tiere sowie um Menschen im Ambiente der ländlichen Heimatregion des Autors.
Sein Andenken wird von einer literarischen Vereinigung mit Sitz in Paris gepflegt: Les Amis de Louis Pergaud.